# Pseudoformicaleo pallidius
Pseudoformicaleo pallidius är en insektsart som beskrevs av C.-k. Yang 1986. Pseudoformicaleo pallidius ingår i släktet Pseudoformicaleo och familjen myrlejonsländor. Inga underarter finns listade i Catalogue of Life.